# 古志氏
古志氏（こしし） は、日本の氏族の一つ。

## 概要
近江源氏の嫡流佐々木秀義の五男佐々木義清が、承久3年（1221年）6月に起きた承久の乱で、武家方に味方して勝利した功によって、出雲・隠岐2国の守護となった。
佐々木義清の孫の古志義信が出雲国神門郡古志郷で浄土寺山城を築城し古志氏と称したことから始まり古志郷を中心に繁栄した。
古志義信の孫高雅は元弘・建武年間（1331～35）に、居城を浄土寺城から栗栖山城に移し、その子の義綱は隠岐山田別府・美作綾部郷・近江佐々木庄伏松を所領とした。さらに、足利氏に謀反を起こそうとして誅殺された、出雲守護塩冶高貞の旧領地の塩冶郷も所領とした。古志氏は代々、出雲国造との婚姻関係を築きながら出雲国での地盤を固めてきた。古志義綱は明徳の乱で山名方として参加したが、山名方は大敗を喫して勢力を大幅に弱めた。
義綱のあと古志氏は、信綱から氏信と続いて、 氏信の子は久信で美作守を名乗った。その子備前守為信は応仁元年（1467）、神門郡稲瀬頼庄安原を日御埼神社に 寄進している。また為信は、永正九年（1512）備後国松永郷に侵攻し大内軍と戦った。この背後には、勢力拡大を目論む尼子経久が存在していて為信が経久の傘下として戦っていた。
為信の子宗信は因幡守・左京亮を名乗り、その子は吉信。
このころの中国地方は、出雲の尼子氏、周防の大内氏が二大勢力であり、安芸・備後・石見の各地で、両勢力の戦いが繰り返されていた。そのようななかで尼子方から大内方に寝返った毛利元就が台頭し、尼子方との攻防を続けた。やがて、大内義隆が陶晴賢に殺され、その晴賢も毛利元就と厳島の戦いで敗北し討ち取られた。このようにして毛利元就が中国地方の覇者になった。
毛利氏は永年の宿敵である尼子氏に攻撃を仕掛け、毛利氏は尼子氏の本城である月山富田城をはじめ、白鹿城、末次城などを攻撃、毛利氏と尼子氏の間で争奪戦が展開された。この間、吉信の子豊信は尼子晴久に属していて、永禄元年（1558）毛利元就の軍と石見東部で戦った。尼子方の戦況が悪化するなか永禄三年、尼子氏の当主晴久が死去し若い尼子義久が家督を相続した。尼子氏は毛利氏の攻撃をよく防いだが、永禄九年に至って、ついに富田城を開城、降伏した。
戦国時代末期は古志重信が若い頃から活躍していることが知られている。古志重信は永禄年中は毛利の傘下だった。しかし尼子再興軍に当初から参加し、出雲国造の勧めで降伏をした。その後、備後国に転封になり大場山城を居城とした。この後は重信の子の古志豊長が家督を継いだが吉川元春により三原城に呼び出され嫡子ともに暗殺された。だがこの時点で古志重信や古志豊長の次男と女子は生きていたため、新庄（備後）古志氏は名字を和田にして帰農したという。